# 아멘호테프 3세의 적색 화강암 거상
아멘호테프 3세의 적색 화강암 거상(영어: Colossal red granite statue of Amenhotep III)은 고대 이집트 제18왕조 파라오 아멘호테프 3세의 화강암 두상이다. 기원전 1370년경에 제작된 것으로 추정되는 이 조각상은 상이집트 카르나크의 무트 신전 (이집트신 무트를 모신 신전) 경내에서 발견되었다.
조각상의 재질은 적색 화강암이며, 머리와 팔, 두 부분으로 나뉘어 있다. 다른 부분은 전해지는 것이 없다. 현재 두 점 모두 영국 대영박물관에 소장되어 있다.

## 역사
고대 이집트의 아멘호테프 3세가 세운 것으로 여겨진다. 아멘호테프 3세는 자신의 조각상을 왕국의 수도였던 테베 (현 룩소르)의 곳곳에 세우라는 명령을 내렸는데 이 조각상도 그 중 하나이다.
조각상이 서 있던 위치가 발굴지인 카르나크의 무트 신전이 아니라, 원래 나일강 서안의 콤엘히탄(Kom el-Hitan)에 있는 아멘호테프의 장제전에 있었는데 고대에 옮겨졌다는 설도 제기되나, 확실한 것은 알 수 없다. 실제로 장제전 터에는 멤논의 거상이라 하여 아멘호테프 3세의 거상이 현재까지도 남아 있다.
발견 당시 학계에서는 투트모세 3세의 조각으로 여겼다. 이런 혼란이 빚어진 것은 후대 통치자들이 두상을 변형했기 때문인데, 고대 이집트에서는 새 파라오가 옛 파라오의 조각상을 가져다 바꾸고 본인의 것으로 다시 만드는 경우가 많았다. 입술 모서리에는 구멍을 뚫어 작은 입을 표현했고, 아멘호테프 3세 시대의 미용 스타일을 연상시키는 눈 주변의 굵은 화장 주름도 대부분 지워진 것이 그 증거다. 오늘날에는 이렇게 조각상을 변형한 주인공이 람세스 2세이며 람세스 본인을 묘사하기 위한 것으로 추정하고 있다.

## 발견
1817년 이탈리아의 조반니 바티스타 벨초니와 영국의 헨리 윌리엄 비치가 카르나크 신전의 무트 구역에서 조각난 석상을 발견하였다. 머리 부위는 무트 구역 내에서 콘수파케레드(Khonsupakhered) 신전 앞에서 발견되었습니다. 팔 부위의 경우 벨초니가 어디서 발견하였는지 정확한 위치를 따로 밝히지는 않았지만 머리 부위와 함께 발견했을 것으로 추정된다.
발견 이후 나일 강 상류의 룩소르까지 옮겨졌으며 이후 카이로와 알렉산드리아를 거쳐 런던까지 운반되었다. 룩소르로 옮길 당시 두상의 크기와 무게에 어려움을 겪은 것으로 전해지는데 1.6km (1마일) 거리에 8일이 소요되었다는 기록이 남아 있다.

두상이 카이로에 머무를 당시에는 로시 (Signor Rossi)라는 사람의 집에 한동안 보관되어 있었다고 전해진다. 당시 고고학자 헨리 솔트가 피츠클래런스 선장을 데리고 로시의 집을 찾아갔을 때 '오루스의 머리' (head of Orus)를 보았으며, "머리 꼭대기에서 턱까지 10피트 길이에 터번과 비슷한 아랫부분에 띠를 둘렀고, 붉은 화강암으로 만들어졌으며, 보존상태가 매우 좋았다. 동일 조각상의 팔 부위는 18피트 길이로서 주먹을 꽉 쥔 자세였다"고 기록하였다.

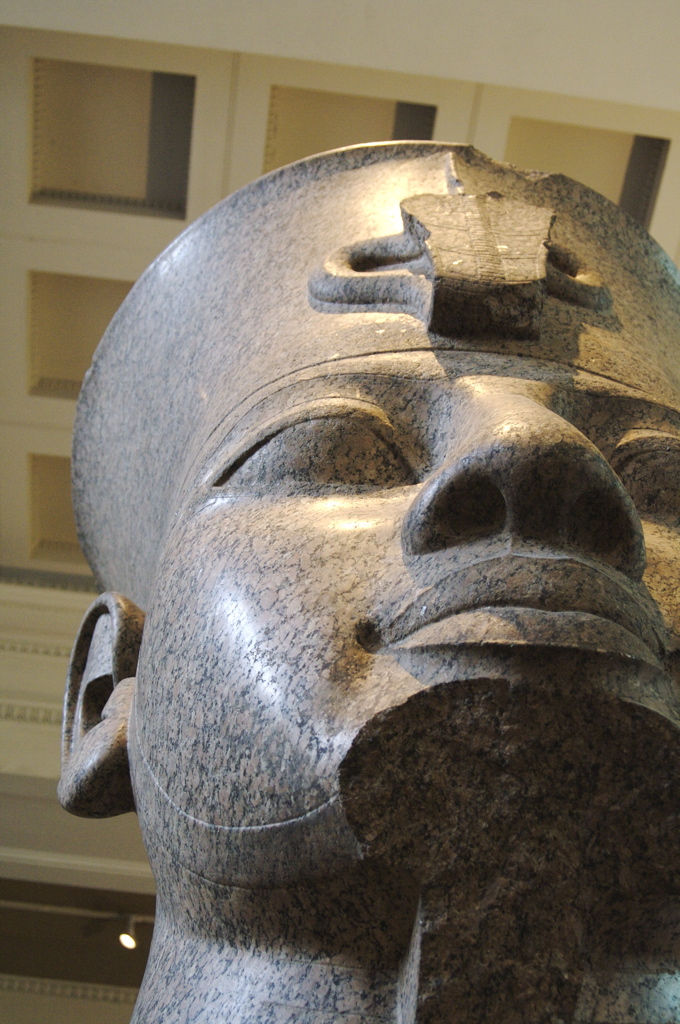
아래에서 본 화강암 조각상

## 상세
머리 부위는 높이가 2.9m이고 상하이집트를 상징하는 이중 왕관인 프셴트를 쓰고 있는 모습이다. 1823년 대영박물관이 헨리 솔트로부터 두상을 입수하였으며 현재까지 소장하고 있다. 소장번호는 EA 15이며 박물관 4번 전시실에서 공개중에 있다.
팔 부위는 왼팔이며 길이는 3.30m이고 주먹을 꽉 쥐고 있는 자세이다. 소장번호는 EA 55이며, 박물관 4번 전시실에서 공개중에 있다.

## 관련 문헌
- T.G.H. James and W.V. Davies, Egyptian sculpture (London, The British Museum Press, 1983)
- A.P. Kozloff and B.M. Bryan, Egypts dazzling sun: Amenhotep (Cleveland Museum of Art, 1992)
- Deborah Manley and Peta Rée, Henry Henry Salt: artist, traveller, diplomat, Egyptologist London: Libri, 2001)
- Strudwick, Nigel, Masterpieces of Ancient Egypt, London: British Museum Publications, 2006 p160-1